# UUM-44 SUBROC

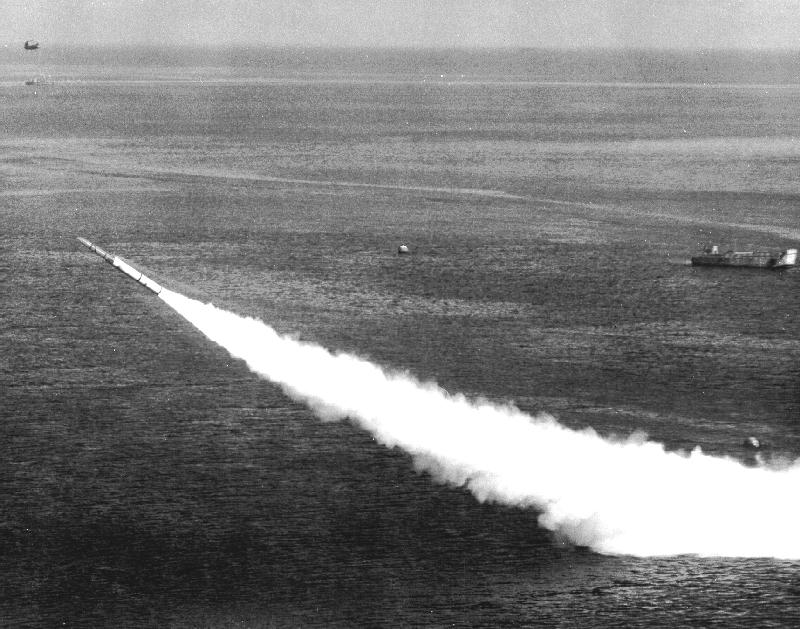
Odpal UUM-44 SUBROC

Goodyear UUM-44 SUBROC (zkratka znamená SUBmarine ROCket) byla americká nadzvuková protiponorková raketa (resp. střela) dalekého dosahu. Podle amerického kódového označení z roku 1962 se jednalo o protiponorkovou střelu odpalovanou pod hladinou (čili z ponorek). Nesla jadernou hlavici W55 o síle 1–5 kilotun (některé zdroje uvádějí 250 kilotun), spadala tudíž do kategorie jaderných hlubinných pum. V letech 1965–1972 bylo vyrobeno cca 300 kusů, s koncem studené války byla zbraň vyřazena ze služby (v letech 1989–1992). Jednalo se o ponorkovou obdobu lodního systému RUR-5 ASROC. Nástupcem se měla stát střela UUM-125 Sea Lance, ale tento program byl posléze zrušen.

## Popis
V roce 1958 se přistoupilo k vývoji a o rok později v srpnu proběhly testy prvního prototypu. Ve stavu operační způsobilosti byla až v roce 1965 (verze UUM-44A SUBROC). První jadernou ponorkou vybavenou těmito střelami se stala USS Permit (SSN-594) (třída Thresher). Dále ji dostaly do výbavy např. ponorky USS Sturgeon (SSN-637) (třída Sturgeon) a USS Los Angeles (SSN-688) (třída Los Angeles).
Zbraň byla navržena k odpalování ze standardních torpédometů o průměru 21 palců. Po odpalu se zažehl raketový motor na tuhé palivo Thiokol TE-260G a střela se vznesla nad hladinu moře a akcelerovala. Naváděna inerciálním navigačním systémem Kearfott SD-510 pokračovala nadzvukovou rychlostí do cílové oblasti. V určeném čase se od motorové části oddělila hlavice, která dopadla do vody, potopila se a v blízkosti cíle explodovala. Vzhledem k jaderné náloži nebyl nutný přímý zásah.